# 小行星5834
小行星5834（英語：5834）是一颗围绕太阳公转的小行星。1992年9月28日，上田清二、金田宏在钏路市发现了此天体。
这颗小行星的绝对星等为62.41624等。